# Унгарски технически и транспортен музей
Унгарски технически и транспортен музей (на унгарски: Magyar Műszaki és Közlekedési Múzeum), често наричан с предишното си име Транспортен музей, се намира в Будапеща, Унгария. Той е един от музеите в Европа с най-стари транспортни колекции.
Музеят разполага с уникална колекция от макети на локомотиви и вагони с мащаб 5:1 (т.е. един локомотив например с 10 m дължина е възпроизведен с всички подробности в модел на 2 m дължина). Моделите представляват широк спектър от железопътни технологии. Музеят показва също локомотив и вагон в реален размер с железопътна гара от 1900 г.